# María Dolores Campana
María Dolores Campana (nacida el 5 de abril de 1975) es una extenista ecuatoriana.

## Biografía
Nacida en Quito, Campana compitió en la gira profesional en la década de 1990 y alcanzó el mejor ranking de singles de 287 en el mundo. Hizo su única aparición en el cuadro principal del WTA Tour en el 1995 Zagreb Open, donde apareció en los dobles.
Durante su carrera, fue miembro regular del equipo de la Fed Cup de Ecuador y es la jugadora más exitosa del Fed Cup del país, con 28 victorias en total, 20 de las cuales fueron individuales.
Campana ahora vive en Guayaquil y tiene dos hijas. Su hermano mayor es el político ecuatoriano Pablo Campana, quien también era tenista.

## Finales de la ITF

### Singles: 8 (4–4)
| Resultado | N.º | Fecha                    | Lugar                               | Surface | Rival           | Puntos        |
| --------- | --- | ------------------------ | ----------------------------------- | ------- | --------------- | ------------- |
| Derrota   | 1.  | 27 de septiembre de 1993 | Santo Domingo, República Dominicana | Clay    | Virág Csurgó    | 3–6, 6–7(3)   |
| Victoria  | 1.  | 4 de octubre de 1993     | La Paz, Bolivia                     | Clay    | Cecilia Ampuero | 3–6, 6–4, 7–5 |
| Victoria  | 2.  | 15 de noviembre de 1993  | San Salvador, El Salvador           | Hard    | Carmiña Giraldo | 6–1, 4–6, 6–3 |
| Victoria  | 3.  | 29 de agosto de 1994     | San Salvador, El Salvador           | Clay    | Julie Huang     | 7–6(5), 6–3   |
| Derrota   | 2.  | 26 de septiembre de 1994 | Guadalajara, México                 | Clay    | Lucila Becerra  | 6–7(3), 1–6   |
| Derrota   | 3.  | 3 de octubre de 1994     | Zacatecas, México                   | Hard    | Lucila Becerra  | 4–6, 2–6      |
| Victoria  | 4.  | 21 de octubre de 1996    | Puebla, México                      | Hard    | Renata Kolbovic | 2–6, 6–2, 6–2 |
| Derrota   | 4.  | 11 de noviembre de 1996  | San Salvador, El Salvador           | Clay    | Liza Andriyani  | 3–6, 4–6      |

### Doubles: 18 (8–10)
| Resultado | N.º | Fecha                    | Lugar                               | Surface | Partner                 | Rival                                | Puntos           |
| --------- | --- | ------------------------ | ----------------------------------- | ------- | ----------------------- | ------------------------------------ | ---------------- |
| Derrota   | 1.  | 9 de septiembre de 1991  | Guayaquil, Ecuador                  | Clay    | Macarena Miranda        | Paula Cabezas Nuria Niemes           | 1–6, 5–7         |
| Derrota   | 2.  | 23 de septiembre de 1991 | Lima, Perú                          | Clay    | Janaina Mercadante      | Larissa Schaerer Rossana de los Ríos | 2–6, 3–6         |
| Victoria  | 1.  | 28 de septiembre de 1992 | Lima, Perú                          | Clay    | Eleonora Vegliante      | Anna Moll Katarzyna Malec            | 5–7, 7–5, 6–2    |
| Derrota   | 3.  | 6 de septiembre de 1993  | Caracas, Venezuela                  | Clay    | Eleonora Vegliante      | Belkis Rodríguez Yoannis Montesino   | 0–6, 1–6         |
| Victoria  | 2.  | 13 de septiembre de 1993 | Bogotá, Colombia                    | Clay    | Christina Zachariadou   | Magalí Benítez Bárbara Castro        | 6–3, 6–2         |
| Derrota   | 4.  | 27 de septiembre de 1993 | Santo Domingo, República Dominicana | Clay    | Nuria Niemes            | Ximena Rodríguez Virág Csurgó        | 4–6, 1–6         |
| Derrota   | 5.  | 11 de octubre de 1993    | Santiago, Chile                     | Clay    | Bárbara Castro          | Paola Suárez Pamela Zingman          | 1–6, 6–3, 0–6    |
| Derrota   | 6.  | 1 de noviembre de 1993   | Freeport, Bahamas                   | Hard    | Kiyoko Yazawa           | Joanne Moore Christina Rozwadowski   | w/o              |
| Victoria  | 3.  | 15 de noviembre de 1993  | San Salvador, El Salvador           | Hard    | Joanne Moore            | Carmiña Giraldo Ximena Rodríguez     | 6–3, 6–4         |
| Victoria  | 4.  | 7 de febrero de 1994     | Bogotá, Colombia                    | Clay    | María Virginia Francesa | Giana Gutiérrez Cecilia Hincapié     | 4–6, 7–6(6), 6–4 |
| Victoria  | 5.  | 21 de marzo de 1994      | Puerto Vallarta, México             | Clay    | Paula Cabezas           | Shizuka Tokiwa Kiyoko Yazawa         | 6–1, 6–2         |
| Victoria  | 6.  | 22 de mayo de 1994       | Ratzeburg, Alemania                 | Clay    | Magalí Benítez          | Svetlana Komleva Nelly Barkan        | 3–6, 7–5, 7–6(6) |
| Derrota   | 7.  | 29 de agosto de 1994     | San Salvador, El Salvador           | Hard    | Ximena Rodríguez        | Kellie Dorman-Tyrone Philippa Palmer | 2–6, 4–6         |
| Derrota   | 8.  | 12 de septiembre de 1994 | Manizales, Colombia                 | Clay    | María Fernanda Landa    | Guadalupe Bugallo Vanessa Menga      | 6–2, 4–6, 5–7    |
| Derrota   | 9.  | 3 de octubre de 1994     | Zacatecas, México                   | Clay    | Claudia Muciño          | Xóchitl Escobedo Lucila Becerra      | 4–6, 4–6         |
| Victoria  | 7.  | 28 de agosto de 1995     | San Salvador, El Salvador           | Clay    | María Cristina Campana  | Cristina Cortes Deborah Gaviria      | 4–6, 6–4, 6–3    |
| Derrota   | 10. | 20 de octubre de 1996    | Coatzacoalcos, México               | Hard    | Claudia Muciño          | Tracey Hiete Renata Kolbovic         | 3–6, 3–6         |
| Victoria  | 8.  | 27 de octubre de 1996    | Puebla, México                      | Hard    | Claudia Muciño          | Aurora Gima Ana Paola González       | 6–1, 6–3         |